# Tattoo (pel·lícula de 1981)
Tattoo és una pel·lícula de thriller eròtic del 1981 dirigida per Bob Brooks i protagonitzada per Bruce Dern i Maud Adams. Representa la relació entre un model i un tatuador excèntric que ràpidament es torna sinistre.

## Argument
L'artista del tatuatge Karl Kinsky (Dern) s’acosta per treballar amb la reconeguda fotògrafa Halsey (Leonard Frey) en tatuatges temporals per a models de banyadors. Malgrat els seus recels, Kinsky accepta participar després de veure fotografies d'una de les models, Maddy (Adams).
La Maddy arriba tard a la sessió de fotos, però lels connecten ràpidament quan expressa admiració pels tatuatges del braç de Kinsky i reconeix la seva influència japonesa. Després del rodatge, Kinsky escolta gelosament la Maddy i el seu xicot, el músic de jazz Buddy (John Getz). La Maddy es queixa d'haver hagut de "dopar-se" per dormir a causa dels horaris estranys de Buddy. Maddy convida Kinsky a sopar, on afirma incòmodament el seu domini cap al maître d′, i després amenaça de matar l'antic xicot de la Maddy, Albert (Sam Schacht) per blasfemar i coquetejar borratxo amb Maddy. Surten ràpidament del restaurant i condueixen cap a l'apartament de la Maddy. Ella el convida a entrar, però ell declina, dient que ha d'agafar l'últim tren cap a casa. En lloc d'això, va a un espectacle sexual i parla agressivament amb una noia del peep show.
L'endemà, Kinsky sorprèn a la Maddy a Central Park amb flors. Després de confrontar-la pel seu ús de pastilles per dormir, la convida a sopar amb ell al seu apartament. Ella admira el seu equip de tatuatge i les seves obres d'art. Kinsky explica la seva teoria que les dones que es fan tatuatges, que ell anomena "la marca", ho fan per desig de pertinença. Els dos pugen a sopar i escolten la música d'en Buddy. Kinsky li diu a Maddy que es mereix algú millor que Buddy. La Maddy l'anomena "antiquat", però comença a aproximar-se. Kinsky la rebutja, citant la necessitat de compromís. La Maddy li diu: "La gent ja no es compromet quan follen" i Kinsky li diiu a ella el seu ús de blasfÈmia. La expulsa però la segueix fins al carrer, insistint que es tornin a veure. Accepta reunir-se amb ell en una exposició d'art japonès al Met abans d'anar a velocitat en un taxi. La mateixa nit, Kinsky truca repetidament i renya la Maddy des d'una cabina telefònica. Quan ella li demana que s'aturi, ell torna al seu apartament i mira atentament la seva cinta de modelatge.
El dia de l'exposició, la Maddy envia a la seva amiga Sandra (Rikke Borge) per dir-li a Kinsky que la Maddy és fora de la ciutat i per demanar-li que li torni les cintes de modelatge. Visita l'apartament de la Maddy, on Buddy li diu el mateix. Deixa un missatge nefast al contestador automàtic d'ella, abans de tornar a casa de la seva família per mostrar-lo als possibles compradors, només per anunciar que no està a la venda.
De tornada a l'apartament de la Maddy, expulsa a Buddy i a la seva banda de jazz per mantenir-la desperta. Mentre neteja, sona el timbre. Quan obre la porta, Kinsky la incapacita amb un drap amarat de cloroform. L'endemà al matí es desperta i descobreix que el seu pit, espatlles i esquena estan tatuats amb estampats florals. Crida a Kinsky i trenca un mirall quan s'adona que s'ha convertit en un ostatge. Quan Kinsky li diu que no ha acabat de tatuar-la, es desmaia. L'endemà, els tatuatges s'han pintat parcialment. La Maddy fa un intent d'escapament fallit, després del qual Kinsky li fa trucar a Buddy a punta de ganivet per dir-li que no tornarà a casa. Reconeixent la creixent violència de Kinsky, Maddy accepta "posar la marca" a canvi de la seva seguretat.
Gairebé acabat amb el tatuatge, Kinsky s'atura i fa que Maddy es masturbi mentre mira des d'una altra habitació, com al peep show que va visitar abans. Kinsky té orgasmes just quan comença a plorar. La Maddy el renya per no "ser un home" i tenir relacions sexuals amb ella. Ella troba un fragment de vidre del mirall i planeja matar Kinsky amb ell, però el descobreixen. Aparentment es resigna al seu destí mentre Kinsky continua expandint els tatuatges per tot el seu cos.
La Maddy està sorpresa quan Kinsky finalment anuncia: "Tot està acabat". Els despulla a tots dos i comença a violar-la. La Maddy és capaç d'agafar la pistola del tatuatge i la submergeix a l'esquena de Kinsky. Quan Kinsky mor, la Maddy s'asseu, amb el seu cos flàccid sobre la seva falda. Ella li acaricia els cabells mentre mira a la distància.

## Repartiment
- Bruce Dern com a Karl Kinsky
- Maud Adams com a Maddy
- Leonard Frey com a Halsey
- Rikke Borge com a Sandra
- John Getz com a Buddy
- Peter Iacangelo com a Dubin
- Alan Leach com a client
- Cynthia Nixon com a Cindy
- Trish Doolan com a Cheryl
- Anthony Mannino com a George
- Lex Monson com a Dudley
- Patricia Roe com a Doris
- Jane Hoffman com a Teresa
- Robert Burr com a Ralph
- John Snyder com a Hawker
- Kate McGregor-Stewart com a dona embarassada

## Producció i llançament
La pel·lícula va ser escrita per Joyce Buñuel, la nora de l'artista surrealista Luis Buñuel, basada en una història del director Bob Brooks. Va aparèixer en un article del New York Times del 13 d'abril de 1980 que destacava pel·lícules que es rodaven a la ciutat de Nova York; l'article va identificar erròniament a Rikke Borge com l'interès amorós de Dern.
Els dissenys de tatuatges que es veuen a la pel·lícula són atribuïts a Isadore Seltzer, un prolífic il·lustrador i dissenyador gràfic conegut per dibuixar moltes portades de Sesame Street Magazine.
La pel·lícula va tenir una polèmica fase de postproducció i preestrena. El productor Joseph E. Levine va fer edicions sense informar-ne el director Bob Brooks, que va escriure una carta enfadada a Levine acusant-lo de prioritzar les opinions dels "idiotes de Los Angeles." El grup feminista Women Against Pornography va protestar contra la pel·lícula per suposadament equiparar la violència amb l'amor. Van desfigurar els anuncis al metro, cosa que, segons es diu, va encantar a Levine, que ho considerava publicitat gratuïta. Notablement, encara que la data d'estrena es va anunciar com a novembre o desembre de 1980 a l'article de NYT, la pel·lícula es va retardar gairebé un any fins al 9 d'octubre de 1981.
El 2020, Scream Factory va planejar llançar-la en Blu-ray, però després de passar per dues dates de llançament, es va abandonar perquè no van trobar cap element adequat per a un nou màster de la pel·lícula.

## Banda sonora
Les cançons "What's Your Name" i "Shot in the Dark" foren escrites per Barry DeVorzon i Michael Towers, i cantades per Euca Burrows. A la pel·lícula s'escolta una altra música instrumental, però no es va publicar una banda sonora oficial.

## Recepció crítica
Tattoo va guanyar una Nominació Razzie al pitjor actor per Dern, qui va perdre davant Klinton Spilsbury per la seva actuació a The Legend of the Lone Ranger.
El crític de cinema Roger Ebert del Chicago Sun-Times va premiar la pel·lícula amb dues de quatre estrelles. Va escriure que li van agradar els dos primers actes de la pel·lícula i va destacar l'actuació de Dern com a "molt bona", però va pensar que la pel·lícula va fallar en la banalitat del seu clímax. Va escriure:"Tattoo podria haver estat una pel·lícula eficaç i inquietant... [S'obre de manera tan prometedora que les seves escenes crucials són doblement decebedores. Perquè la primera hora de la pel·lícula deixa clar que Tattoo no és com una altra pel·lícula de terror esgarrifosa, el fracàs de la conclusió és encara més decebedor." La crítica del New York Times Janet Maslin va donar a la pel·lícula una crítica similar. Va elogiar els dos protagonistes, juntament amb Borge i Frey, però va escriure que, tot i que la pel·lícula "comença amb una mica d'estil... [no] triga gaire... a tornar-se previsible i lenta."
La representació de l'assetjament a la pel·lícula s'ha comparat amb les pel·lícules molt més reeixides Taxi Driver i Maniac.

## Acollida cultural
A l'episodi 4 de la temporada 2 de la sitcom de la BBC The Royle Family, la pel·lícula és discutit àmpliament. El personatge Denise l'anomena "absolutament brillant" i explica l'argument a Barbara i Cheryl, que estan alhora fascinats i horroritzats. Mentrestant, a la sala d'estar, Dave està explicant la pel·lícula a Jim, que es pregunta per què el protagonista voldria tapar els pits de la seva víctima en lloc de mirar-los. En saber que el títol de la pel·lícula és Tattoo, Jim fa referència al personatge de Fantasy Island Tattoo i el seu eslògan.